# Industriegebiet Almosenberg
Industriegebiet Almosenberg ist ein Industriegebiet sowie ein Wohnplatz auf der Gemarkung der Wertheimer Ortschaft Bettingen im Main-Tauber-Kreis in Baden-Württemberg. Nach einer Erweiterung des Industriegebiets in östlicher Richtung befindet sich auch ein kleiner Teil auf der Gemarkung der Wertheimer Ortschaft Dertingen. Das Industriegebiet ist überregional vor allem durch das dort ansässige Factory-Outlet-Center Wertheim Village bekannt.

## Geographie
Das Industriegebiet Almosenberg liegt in Luftlinie etwa fünf Kilometer nordöstlich des Stadtzentrums von Wertheim, unmittelbar an der Anschlussstelle Wertheim/Lengfurt (AS 66) der A 3 (Frankfurt–Industriegebiet Almosenberg–Würzburg–Nürnberg–München). Der nächstgelegene Ort ist Bettingen nach etwa 600 Metern im Westen.

## Geschichte
Das Wohn- und Industriegebiet Almosenberg kam als Teil der ehemals selbständigen Gemeinde Bettingen am 1. Januar 1972 zur Stadt Wertheim.

## Wirtschaft und Infrastruktur
Das vollständig erschlossene Industriegebiet ist städtisches Eigentum und umfasst eine Gesamtfläche von 52 Hektar. Im Bebauungsplan sind 34 Hektar als Gewerbegebiet und etwa 12 Hektar als Sondergebiet für ein Fabrikverkaufszentrum für Markenartikel ausgewiesen.

### Ansässige Unternehmen

#### Wertheim Village

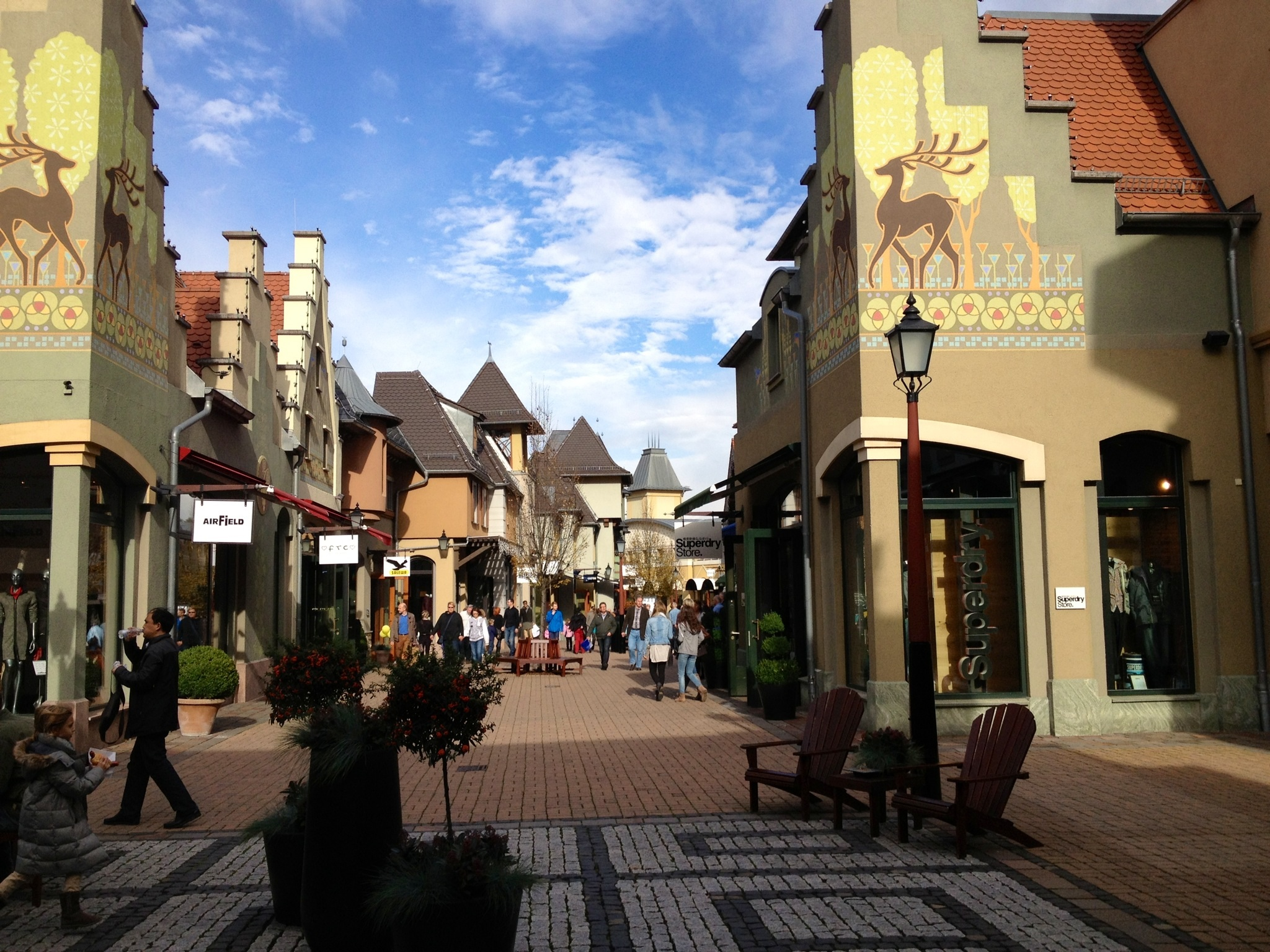
Wertheim Village

Wertheim Village ist ein Factory-Outlet-Center im Wertheimer Industriegebiet Almosenberg im Main-Tauber-Kreis im Norden von Baden-Württemberg. Das Outlet-Center wurde im Jahre 2003 an der Autobahnanschlussstelle Wertheim/Lengfurt der A 3 eröffnet und in den folgenden Jahren schrittweise erweitert. Das Outlet-Center verzeichnet jährlich bis zu 2,8 Millionen Besucher und besitzt durch seine Lage an der A 3 ein überregionales Einzugsgebiet, insbesondere nach Frankfurt am Main, Würzburg, Nürnberg und Mannheim. Für die Besucher stehen etwa 3500 Parkplätze zur Verfügung.
Auf einer Gesamtfläche von 27.000 Quadratmetern umfasst das Wertheim Village etwa 110 Läden mit Artikeln von über 100 deutschen und internationalen Marken aus dem Mode-, Beauty- und Lifestyle-Bereich. Darunter befinden sich bekannte Marken wie beispielsweise Ralph Lauren, G-Star, Karl Lagerfeld, Tom Tailor, Birkenstock, Samsonite, Hunkemöller, Christ oder Geox.
Von der ZEIT im Jahre 2004, kurz nach der Eröffnung, irrtümlicherweise noch als Das Luftschloss von Wertheim bezeichnet, entwickelte sich das Wertheim Village schrittweise zum immer größeren Einkaufsstädtchen. Bereits 2008 galt für den Donaukurier das Wertheim Village „als erfolgreichstes Outletcenter in Deutschland“, das gegenüber einem vergleichbaren Outlet-Center „doppelt so viele Besucher“ anlockte. Bis zum Jahre 2014 besuchten bereits etwa 2,5 Mio. Menschen jährlich das Wertheim Village. Bis zum Jahre 2019 entwickelte sich das Wertheim Village zum umsatzstärksten Outlet-Center in Deutschland. Eine im Januar 2020 veröffentlichte IHK-Kaufkraftanalyse unterstreicht die Bedeutung des Wertheim Village für den Ausbau der Zentralität Wertheims als Einkaufsstadt. Das Wertheim Village hievt die Stadt im Bereich der Zentralitätskennziffer in die Spitzengruppe unter den Mittelzentren im Regionalverband Heilbronn-Franken.
Kritisiert wird neben der nicht ausreichenden Nachhaltigkeit des Wertheim Village in puncto Flächen- und Energieverbrauch auch die "Disneyworld-Architektur", die mit dem regionalen Baustil wenig zu tun habe. Aufgrund dessen wurde es auch bald nach der Eröffnung als "Konsumdorf mit fränkisch-kultureller Anmutung" bezeichnet.

#### Erwin Hymer World
Im Jahre 2006 eröffnete der Wohnmobilhersteller Hymer im Industriegebiet Almosenberg das „Expocamp“, eine über 17.000 m² große Ausstellungsfläche für Reisemobile und Caravans, die 2015 in „Erwin Hymer World“ umbenannt wurde.
Das Gebäude wurde 2019 an den Sonnenschutzprodukte-Hersteller Warema verkauft, der hier nach Umbau einen Betriebsteil hat. 
Im Untergeschoss und Außengelände verblieb bis 2021 ein Verkauf und Vermietung von Reisemobilen und Wohnwagen, als das Hymer-Vertriebsunternehmen Güma gegenüber seinen Neubau eröffnete.

### Verkehr
Das Industriegebiet befindet sich an der Anschlussstelle Wertheim/Lengfurt der A 3. Daneben ist das Industriegebiet über die L 617 und die L 2310 zu erreichen. Vor Ort besteht die gleichnamige Straße Almosenberg sowie die Straßen Hymerring und Dertinger Weg.

## Kulturdenkmale
Kulturdenkmale in der Nähe des Wohnplatzes sind in der Liste der Kulturdenkmale in Wertheim verzeichnet.